# Melanossomo
Os melanossomos (português brasileiro) ou melanossomas (português europeu) são corpúsculos intra-celulares que armazenam a melanina da pele de alguns seres vivos. Substâncias despigmentantes, como a hidroquinona, por exemplo, bloqueiam a produção de melanina e aumentam a degradação dos melanossomos.